# SPECIAL OTHERS (アルバム)
『SPECIAL OTHERS』（スペシャル・アザース）は、2011年11月30日にSPECIAL OTHERSがSPEEDSTAR RECORDSからリリースしたコラボ作品集のミニ・アルバム。VIZL-440（DVD付初回限定盤）・VICL-63795（通常盤）。

## 概要
SPECIAL OTHERSがコラボ・イヤーと題して活動した2011年終わりにリリース。新曲4曲を含め収録曲すべてがコラボレーション楽曲。

## 収録曲
CD
1. Sailin'／SPECIAL OTHERS& Kj (from Dragon Ash)
  - 6枚目のシングル。
2. あの国まで／SPECIAL OTHERS & オオキノブオ (from ACIDMAN), ホリエアツシ (from STRAIGHTENER)
3. 空っぽ／SPECIAL OTHERS & キヨサク (from MONGOL800)
  - 5枚目のシングル。
4. イヨマンテ ウポポ／SPECIAL OTHERS & マレウレウ
5. DANCE IN TSURUMI／SPECIAL OTHERS & 後藤正文(from ASIAN KUNG-FU GENERATION)
6. DOOR／SPECIAL OTHERS & サイプレス上野とロベルト吉野

初回限定盤DVD
1. Uncle John
2. IDOL
3. AIMS
4. Good morning
5. Surdo
6. STAR
7. Laurentech
8. PB
9. Wait for The Sun
10. 空っぽ／SPECIAL OTHERS & キヨサク(from MONGOL800)
11. Sailin’／SPECIAL OTHERS & Kj　(from Dragon Ash)
12. あの国まで／SPECIAL OTHERS & オオキノブオ (from ACIDMAN), ホリエアツシ (from STRAIGHTENER)